# Antonel Borsan
Antonel Borsan, född den 29 april 1970 i Lieşti, Rumänien, är en rumänsk kanotist.
Han tog OS-silver i C-2 1000 meter i samband med de olympiska kanottävlingarna 1996 i Atlanta.